# Взрыв цистерны в Алма-Ате
Взрыв цистерны в Алма-Ате — техногенная катастрофа, взрыв железнодорожной цистерны со сжиженным пропан-бутаном, на подъездных путях к железнодорожной станции Алма-Ата-2, произошедший 20 мая 1989 года, в результате которого погибли около 40 человек и более 100 получили ранения различной тяжести.

## История
В субботу 20 мая 1989 года в районе подъездных путей к железнодорожной станции Алма-Ата-2 с западной стороны (район между улицами Ташкентская и Рыскулова — восточнее улицы Аэродромная (ныне — Бокейханова)), происходила подача состава с 6 газовыми цистернами, наполненными пропан-бутаном, на территорию газораспределительной станции. Локомотив толкал цистерны перед собой. Из-за ошибки диспетчера в этот же момент с железнодорожного тупика предприятия «Казстройматериалы», начал движение другой маневренный тепловоз, который выводил три грузовых вагона. На пересечении железнодорожных путей маневренный тепловоз с тремя грузовыми вагонами допустил столкновение со второй от головы состава газовой цистерной, в результате которой она получила пробоину. Через пробоину под большим давлением начал выделяться газ. Приблизительно через 2½ минуты, из-за нагретого коллектора дизеля тепловоза, произошло воспламенение газа, выходившего из цистерны. Образовался направленный факел, который начал бить по первой цистерне и нагревать её. 
В 19:36 сигнал о бедствии поступил на центральный городской пункт пожарной связи. Была объявлена общая тревога. Первыми на место прибыли расчёты пожарной части №5 (ныне №14 — дислоцирована на улице Карпатской, 16), во главе с полковником внутренней службы Фаридом Шариповым. Развернувшиеся на месте расчёты попытались водой сбить пламя и охладить первую цистерну, чтобы не допустить её взрыва. Всего на место происшествия, со всех пожарных частей города и пригородных пожарных частей Алматинской области, было отправлено 200 сотрудников.
В 19:48 первая цистерна, нагретая огнём от второй цистерны, взорвалась. По словам очевидцев, при взрыве образовался поднявшийся на десятки метров в воздух гигантский огненный шар диаметром в 300 метров. Осколки от разорванной цистерны разлетелись в радиусе до полукилометра.
В результате взрыва были разрушены окружающие постройки и 16 частных домов. По разным сведениям погибло от 36 до более 40 человек, среди которых 9 пожарных (включая полковника Фарида Шарипова), находившихся вблизи эпицентра взрыва. 
Более 100 человек получили ранения различной тяжести. 60 из них находились в тяжёлом состоянии — в основном ожоги. Большое количество погибших и пострадавших среди населения (включая 39 детей), объясняется скоплением зевак из близлежащих частных жилых домов, пришедших посмотреть на тушение пожара. 
Большое количество погибших пожарных объясняется тем, что расчёты пожарной части №5, прибывшие первыми на место происшествия, не были уведомлены о том, что горит газовая цистерна, по причине чего не были взяты специальные огнеупорные защитные костюмы. Некоторые из них скончались от ожогов, находясь уже в реанимации. 
Ситуацию усугубляла одна из газовых цистерн, которая при взрыве была сброшена с путей и получила пробоину. Из неё также начал выходить газ, что угрожало повторным взрывом. Пожарным удалось сбить пламя и растащить цистерны с газом.
Локализовать пожар удалось только к 22:20. Тушение пожара продолжалось до 1:45 ночи 21 мая.
Прибывшая на место расследования правительственная комиссия из Москвы определила материальный ущерб в сумме 1 миллион рублей. Виновной была признана женщина-диспетчер, допустившая столкновение составов.

## Память и награды
Указом Президиума Верховного Совета СССР за отвагу и мужество, за самоотверженные действия при тушении сложного пожара, все 9 погибших пожарных были посмертно награждены орденом Красной Звезды. 11 пожарных были награждены орденом «За личное мужество», 20 человек из состава управлений внутренних дел и пожарной охраны награждены медалью «За отвагу на пожаре». Семьям погибших пожарных были выделены квартиры.
По сложившейся традиции в Департаменте МЧС РК города Алма-Аты ежегодно 20 мая в честь памяти погибших пожарных проводится принятие присяги молодым пополнением пожарных и спасателей.
В 2009 году на территории пожарной части №14 (бывшая №5), был установлен обелиск в честь погибших.